# Roepera leptopetala
Roepera leptopetala är en pockenholtsväxtart som först beskrevs av Otto Wilhelm Sonder, och fick sitt nu gällande namn av Beier & Thulin. Roepera leptopetala ingår i släktet Roepera och familjen pockenholtsväxter. Inga underarter finns listade i Catalogue of Life.